# Kyndelmisse (film)
Kyndelmisse er en dansk kortfilm fra 1989 instrueret af Niels Arden Oplev efter eget manuskript.

## Handling
To mænd tager i skoven for at fælde et egetræ. En gammel møbelsnedker, og en ung journalist. De er far og søn, repræsentanter for hver sit livssyn og skæbne. På denne dag i vinterskoven kommer det til en tilnærmelse og et opgør i konflikten mellem far og søn og deres holdninger.

## Medvirkende
- Max von Sydow, Sigfred
- Ole Lemmeke, Thorkild
- Astrid Villaume, Irene
- Heidi Holm Katzenelson, Merete